# Bandyligan 2009/2010
Bandyligan 2009/2010 spelades som enkelserie, innan lagen delades upp, och därefter följde slutspel.

## Grundserien
| Lag                          | Spelade | Vinster | Oavgjorda | Förluster | Målskillnad | Poäng |
| ---------------------------- | ------- | ------- | --------- | --------- | ----------- | ----- |
| OPS                          | 10      | 8       | 0         | 2         | 73-37       | 16    |
| Porvoon Akilles              | 10      | 8       | 0         | 2         | 55-28       | 16    |
| Porin Narukerä               | 10      | 8       | 0         | 2         | 49-22       | 16    |
| IFK Helsingfors              | 10      | 7       | 0         | 3         | 62-33       | 14    |
| Mikkelin Kampparit           | 10      | 6       | 1         | 3         | 39-33       | 13    |
| OLS                          | 10      | 6       | 0         | 4         | 73-34       | 12    |
| Lappeenrannan Veiterä        | 10      | 3       | 1         | 6         | 38-59       | 7     |
| Jyväskylän Seudun Palloseura | 10      | 2       | 1         | 7         | 32-50       | 5     |
| ToPV                         | 10      | 2       | 1         | 7         | 39-72       | 5     |
| Warkauden Pallo -35          | 10      | 2       | 1         | 7         | 33-70       | 5     |
| Botnia-69, Helsingfors       | 10      | 0       | 1         | 9         | 18-73       | 1     |

## Uppdelning

### Elitserien
| Lag                | Spelade | Vinster | Oavgjorda | Förluster | Målskillnad | Poäng |
| ------------------ | ------- | ------- | --------- | --------- | ----------- | ----- |
| IFK Helsingfors    | 10      | 8       | 1         | 1         | 43-27       | 17    |
| OLS                | 10      | 7       | 0         | 3         | 57-46       | 14    |
| Mikkelin Kampparit | 10      | 5       | 1         | 4         | 56-50       | 11    |
| Porvoon Akilles    | 10      | 3       | 2         | 5         | 41-41       | 10    |
| Porin Narukerä     | 10      | 4       | 0         | 6         | 39-47       | 9     |
| OPS                | 10      | 1       | 0         | 9         | 31-56       | 5     |

### Allfinskan
| Lag                          | Spelade | Vinster | Oavgjorda | Förluster | Målskillnad | Poäng |
| ---------------------------- | ------- | ------- | --------- | --------- | ----------- | ----- |
| Lappeenrannan Veiterä        | 8       | 7       | 0         | 1         | 52-25       | 16    |
| ToPV                         | 8       | 5       | 1         | 2         | 46-34       | 11    |
| Jyväskylän Seudun Palloseura | 8       | 3       | 1         | 4         | 38-31       | 8     |
| Botnia-69, Helsingfors       | 8       | 2       | 2         | 4         | 31-43       | 6     |
| Warkauden Pallo -35          | 8       | 0       | 2         | 6         | 28-62       | 2     |

## Kvartsfinaler
Kvartsfinaler spelades i bäst av tre matcher. I serien sämre placerat lag började på hemmaplan.
| Lag 1                 | Resultat | Lag 2              | Match 1 | Match 2 | Match 3 |
| --------------------- | -------- | ------------------ | ------- | ------- | ------- |
| ToPV                  | 0–2      | OLS                | 2-5     | 3-11    | -       |
| Porin Narukerä        | 2–1      | Porvoon Akilles    | 1-6     | 3-1     | 3-1     |
| OPS                   | 0–2      | Mikkelin Kampparit | 3-10    | 4-5     | -       |
| Lappeenrannan Veiterä | 0–2      | IFK Helsingfors    | 2-8     | 3-11    | -       |

## Semifinaler
Semifinalerna spelades i bäst av tre matcher.
| Lag 1              | Resultat | Lag 2           | Match 1 | Match 2 | Match 3 |
| ------------------ | -------- | --------------- | ------- | ------- | ------- |
| Porin Narukerä     | 1–2      | IFK Helsingfors | 4-1     | 1-5     | 1-7     |
| Mikkelin Kampparit | 1–2      | OLS             | 5-6     | 9-6     | 1-8     |

## Match om tredje pris
| Lag 1              | Resultat        | Lag 2          |
| ------------------ | --------------- | -------------- |
| Mikkelin Kampparit | 4–5 förlängning | Porin Narukerä |

## Finaler
Finalerna spelades i bäst av tre matcher.
| Lag 1 | Resultat | Lag 2           | Match 1 | Match 2 | Match 3 |
| ----- | -------- | --------------- | ------- | ------- | ------- |
| OLS   | 0–2      | IFK Helsingfors | 2-3     | 1-2     | -       |

## Slutställning
| Placering | Lag                |
| --------- | ------------------ |
| 1.        | IFK Helsingfors    |
| 2.        | OLS                |
| 3.        | Porin Narukerä     |
| 4.        | Mikkelin Kampparit |

## Finska mästarna
HIFK: 	Juha Laitinen, Tommi Niittylä, Tuomas Jalkanen, Lauri Söderström, Janne Hölttö, Pete Pättiniemi, Tommi Paajanen, Panu Arjanko, Kristian Skaffari, Tomi Tasten, Rolf Larsson, Niclas Borenius, Tuomo Partanen, Patrik Huber, Atte Hänninen, Erik Hörhammer, Cristoffer Huber, Casimir Berner, Teijo Laitinen, Mika Mutikainen, Janne Hauska, Harri Olbert, Teemu Häkkinen.

## Skytteligan
| Placering | Spelare              | Lag      | Mål |
| --------- | -------------------- | -------- | --- |
| 1.        | Jukka Loukkola       | OLS      | 28  |
| 2.        | Tomi Mustonen        | Narukerä | 26  |
| 3.        | Lauri Söderström     | HIFK     | 22  |
| 4.        | Rasmus Lindqvist     | Akilles  | 21  |
| 5.        | Ville-Veikko Angeria | OLS      | 20  |
| 6.        | Samuli Koivuniemi    | OPS      | 18  |
| 7.        | Jarmo Mällinen       | OLS      | 17  |
| 7.        | Mika Mutikainen      | HIFK     | 17  |
| 9.        | Aku Pylvänäinen      | OPS      | 16  |
| 10.       | Antti Pesonen        | OPS      | 15  |